# Вртаче
Вртаче (словен. Vrtače) — поселення в общині Требнє, регіон Південно-Східна Словенія, Словенія.